# Zoel García de Galdeano
Zoel García de Galdeano y Yanguas (Pamplona, 5 de julho de 1846 – Zaragoza, 28 de março de 1924) foi um matemático espanhol. Foi considerado por Julio Rey Pastor como "O apóstolo da matemática moderna".
Em 1889 tornou-se professor de geometria analítica da Universidade de Zaragoza, sendo apontado em 1896 professor de cálculo infinitesimal, aposentando-se em 1918.
Em 1891 Zoel criou El Progreso Matemático, o primeiro periódico matemático publicado em espanhol. Foi o editor principal nos dois períodos nos quais o periódico foi publicado (1891 – 1895 e 1899 – 1900).